# Сігмюндюр Давид Гюннлейгссон
Сі́гмюндюр Да́вид Гю́ннлейгссон (ісл. Sigmundur Davíð Gunnlaugsson; нар. 12 березня 1975, Рейк'явік, Ісландія) — ісландський політичний діяч, прем'єр-міністр Ісландії (2013—2016).

## Біографія
Сігмюндюр Давид Гюннлейгссон народився в сім'ї ісландського політика. Його батько неодноразово обирався в парламент своєї країни, працював у різних країнах як представник ісландської авіакомпанії. З 1982 по 1985 рік Сігмундур жив у столиці США Вашингтоні, де його батько працював у Світовому банку.
По закінченню школи він з 1995 року навчався в Університеті Ісландії, де вивчав економіку. На практиці працював у Москві й Копенгагені. Закінчив навчання в Оксфорді. З 2000 по 2007 рік працював журналістом на державній радіостанції RUV.
Після поразки Прогресивної партії на парламентських виборах 2009 року Сігмюндюр Давид Гюннлейгссон очолив цю партію. Він був обраний до Альтингу Ісландії по округу Північний Рейк'явік. На виборах у квітні 2013 року Прогресивна партія опинилася в лідерах в парламенті. Стільки ж депутатів отримала і Партія незалежності.
Президент Ісландії Олафур Рагнар Грімссон 30 квітня 2013 року надав Сігмундуру мандат на формування уряду.

## На чолі уряду
10 травня 2013 року парламент Ісландії затвердив нового прем'єр-міністра країни. Через два тижні новий уряд було приведено до присяги.
Першими кроками нового прем'єр-міністра стало призупинення процесу переговорів про приєднання Ісландії до Європейського Союзу. Питання про його відновлення буде вирішено з проведенням загальнонародного референдуму.

## Факти
- У перші півроку своєї діяльності Сігмюндюр Давид Гюннлейгссон був наймолодшим прем'єр-міністром у світі.
- Прем'єр-міністр Ісландії є одним з наймолодших керівників глав держав та урядів у світі.
- Сігмюндюр Давид Гюннлейгссон став наймолодшим прем'єр-міністром Ісландії за весь час незалежності країни.